# Aluterus monoceros
Aluterus monoceros es una especie de peces de la familia Monacanthidae en el orden de los Tetraodontiformes.

## Morfología
Los machos pueden llegar alcanzar los 76,2 cm de longitud total y 2.710 g de peso.

## Alimentación
Come organismos  bentónicos.

## Hábitat
Es un pez de mar de clima tropical y asociado a los  arrecifes de coral que vive entre 1-50 m de profundidad.

## Distribución geográfica
Se encuentra en las regiones  tropicales de todos los océanos.